# M23 (天体)
座標:  17h 57m 04.0s, −18° 59′ 06″
M23 (NGC 6494) は、いて座にある散開星団。

## 概要
少なくとも150以上の恒星から構成される。アメリカのアマチュア天文家ジョン・マラスは、不規則な星の並びを10cm屈折望遠鏡で見てコウモリの形にたとえた。全体の形をダイアモンドリングの形にたとえる人もいる。
双眼鏡では天の川にまぎれてわかりにくいが、口径5cmの望遠鏡では数十個の星が浮かび上がる。倍率を高くすると広がりすぎて見えにくくなる。大口径望遠鏡で見ると微星が多くあり、どこまでが天の川との境界か分からなくなってくる。

## 観測史
1764年6月20日にシャルル・メシエが発見した。メシエは「いて座の弓の端とへびつかい座の右足の間、へびつかい座65番星の近くにある。この星団の星は互いにかなり接近している。」と記している。